# Шава (река)

Ша́ва, в верхнем течении Ша́вка — река в России, протекает по территории Кстовского района Нижегородской области. Устье реки находится в 2,8 км по правому берегу реки Кудьмы. Длина реки составляет 31 км, площадь водосборного бассейна 239 км². В 8,5 км от устья принимает по левому берегу реку Цедень.
Исток реки к югу от села Толмачёво. Река течёт на север, протекает деревни и сёла Слободское, Горный Борок и Шава. Впадает в Кудьму на Приволжской низменности в 2,8 км от впадения самой Кудьмы в Волгу. На реке имеются три плотины.

## Данные водного реестра
По данным государственного водного реестра России относится к Верхневолжскому бассейновому округу, водохозяйственный участок реки — Волга от устья реки Ока до Чебоксарского гидроузла (Чебоксарское водохранилище), без рек Сура и Ветлуга, речной подбассейн реки — Волга от впадения Оки до Куйбышевского водохранилища (без бассейна Суры). Речной бассейн реки — (Верхняя) Волга до Куйбышевского водохранилища (без бассейна Оки).
По данным геоинформационной системы водохозяйственного районирования территории РФ, подготовленной Федеральным агентством водных ресурсов:
- Код водного объекта в государственном водном реестре — 08010400312110000034394
- Код по гидрологической изученности (ГИ) — 110003439
- Код бассейна — 08.01.04.003
- Номер тома по ГИ — 10
- Выпуск по ГИ — 0